# Trang viên ở Roztoki

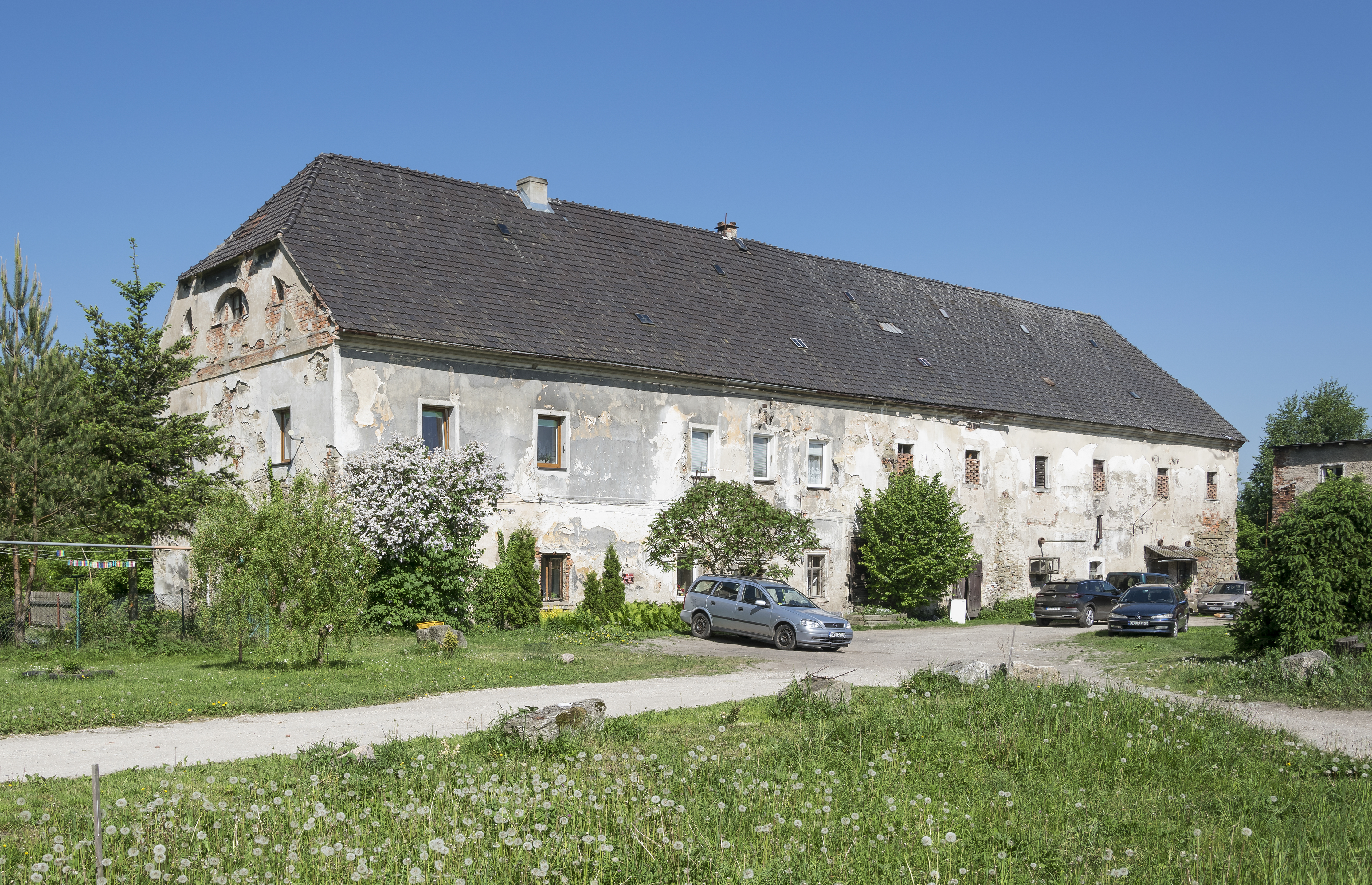
Trang viên ở Roztoki (2018)

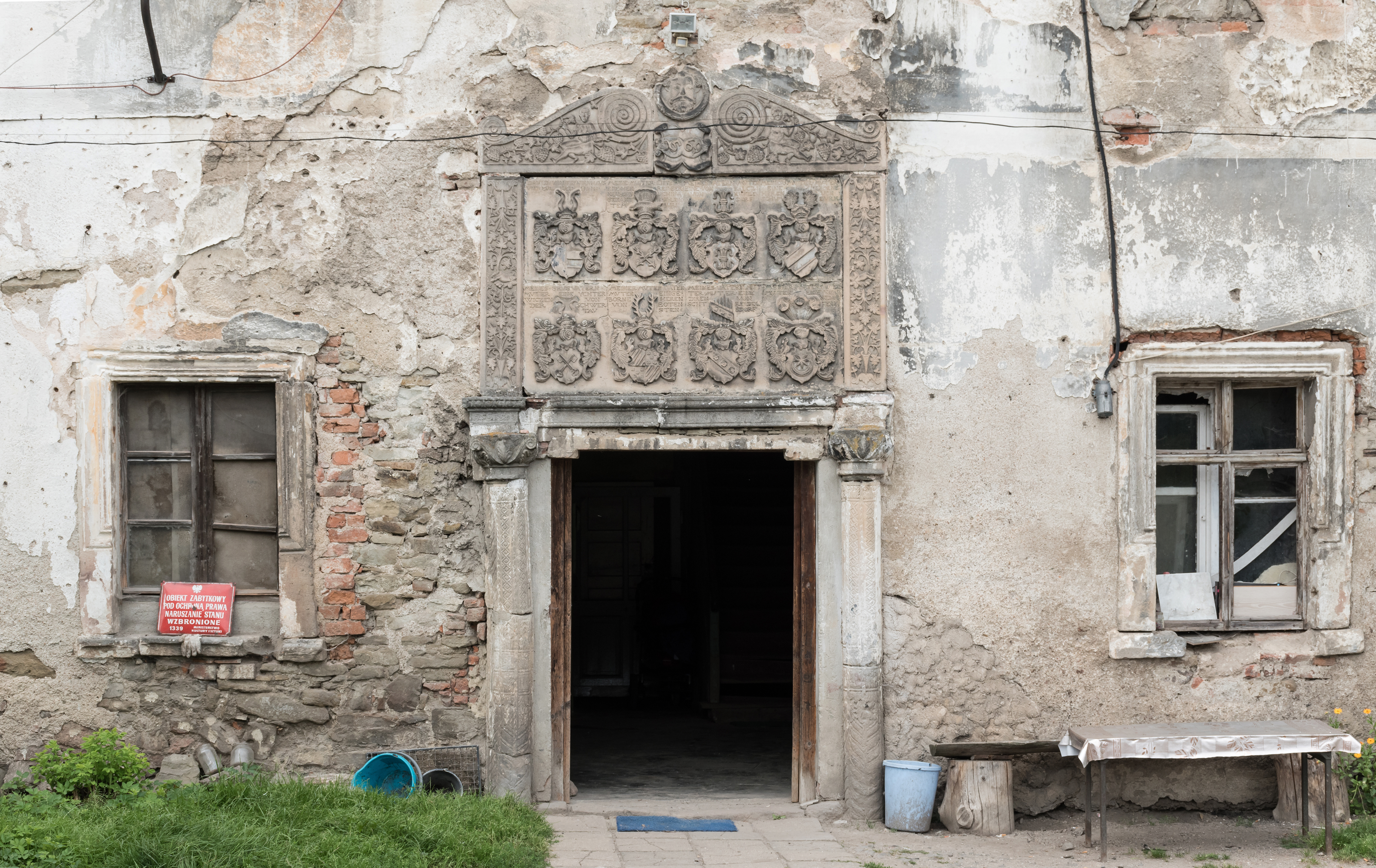
Mặt tiền (2017)

Trang viên ở Roztoki (tiếng Ba Lan: Dwór w Roztokach) là một trang viên lâu đời, được xây dựng theo phong cách Phục hưng ở làng Roztoki, thị trấn Międzylesie, huyện Kłodzki, tỉnh Dolnośląskie, Ba Lan. Công trình kiến trúc này có tên trong danh sách di tích. Hiện tại, trang viên được nhiều hộ gia đình dùng làm nơi ở.

## Lịch sử
- Năm 1569: Daniel von Tschirbnaus xây dựng trang viên này.[2]
- Giai đoạn cuối thế kỷ 16–đầu thế kỷ 17: Trang viên được mở rộng thêm.[3]
- Năm 1836 và vào thế kỷ 19: Việc cải tạo trang viên được tiến hành.[3]
- Ngày 3 tháng 8 năm 1965: Trang viên được đưa vào danh sách di tích theo quyết định của Ban bảo tồn di tích tỉnh.[1]

## Kiến trúc
Công trình kiến trúc này là một dinh thự hai tầng bằng gạch, được xây dựng trên một mặt phẳng hình chữ nhật kéo dài. Mặt tiền dinh thự có một cổng chào mang phong cách Phục hưng, được trang trí bằng nhiều hoa văn tinh xảo. Ở phía trên cổng chào có một tấm ván được khắc 8 hình quốc huy gia tộc. Xung quanh trang viên có một chuồng bò và một nhà kho.